# Johannes Theodor Baargeld
Johannes Theodor Baargeld o Zentrodada, de nombre civil Alfred Ferdinand Gruenwald, (9 de octubre de 1892 en Stettin - 18 de agosto de 1927 en Mont Blanc) fue un pintor, escritor y periodista alemán, adherido al dadaísmo.
Procedente de la alta burguesía, se alistó en 1914 en el ejército alemán. En la guerra se forjaron sus convicciones políticas. En 1918 se afilió al Partido Socialista de Alemania (USDP). En su obra, arte y política van de la mano. Compartía con los dadaístas berlineses la pretensión de que el dadá ayudase a impulsar un cambio político en Alemania. 
Publicó junto a Max Ernst la revista Die schammade, y fue uno de los fundadores del grupo dadaísta de Colonia. Allí fundó la revista Der Ventilator, donde a veces se hacía llamar Zentrodada o Jesaias y después publicó la revista Bulletin D.
Como fotógrafo realizó unas series temáticas sobre montañas que se conservan en el Museo Ludwig.
Murió en un accidente en los Alpes franceses el 18 de agosto de 1927.

## Obras
- El rey amarillo
- marte en el juego de los reyes
- El ojo humano y un pez, este último petrificado

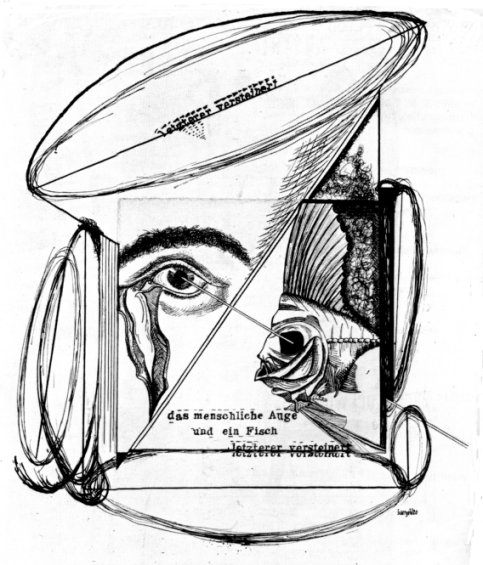
Baargeld: Das menschliche Auge und ein Fisch, letzterer versteinert (El ojo humano y un pez, este último petrificado).

- el reloj del rey